# Peter Lyszczan
Peter Lyszczan (* 11. Juli 1947) ist ein ehemaliger deutscher Fußballspieler. Für den BFC Dynamo spielte er in der DDR-Oberliga, der höchsten Spielklasse im DDR-Fußball.

## Sportliche Laufbahn
Zur Saison 1966/67 wechselte der 19-jährige Peter Lyszczan, der zuvor für die SG Dynamo Eisleben in der zweitklassigen DDR-Liga 16 Punktspiele bestritten und fünf Tore erzielt hatte, zum Halleschen FC Chemie. Dort wurde er in der viertklassigen 2. Mannschaft eingesetzt. Noch in derselben Saison kam er zum Berliner Oberligisten BFC Dynamo. Dort bestritt er bis 1972 67 Oberligaspiele, in denen er neun Tore erzielte. Außerdem absolvierte er mit der 2. Mannschaft 45 Spiele in der DDR-Liga. In den Jahren 1968 und 1969 wurde Lyszczan in zwei Länderspielen der DDR-Nachwuchsnationalmannschaft eingesetzt. Im Sommer 1972 er wechselte zum DDR-Ligisten SG Dynamo Fürstenwalde, wo er lediglich in zwei Punktspielen eingesetzt wurde. Danach beendete er seine Laufbahn als Leistungsfußballer. Als Freizeitsportler war er noch bei der unterklassigen SG Dynamo Lichtenberg aktiv.